# Odezia chaerophyllata
Odezia chaerophyllata là một loài bướm đêm trong họ Geometridae.